# Merigold
La ville américaine de Merigold (parfois orthographié Marigold ou Merrigold) est située dans le comté de Bolivar, dans l’État du Mississippi. Lors du recensement de 2000, sa population s’élevait à 664 habitants.

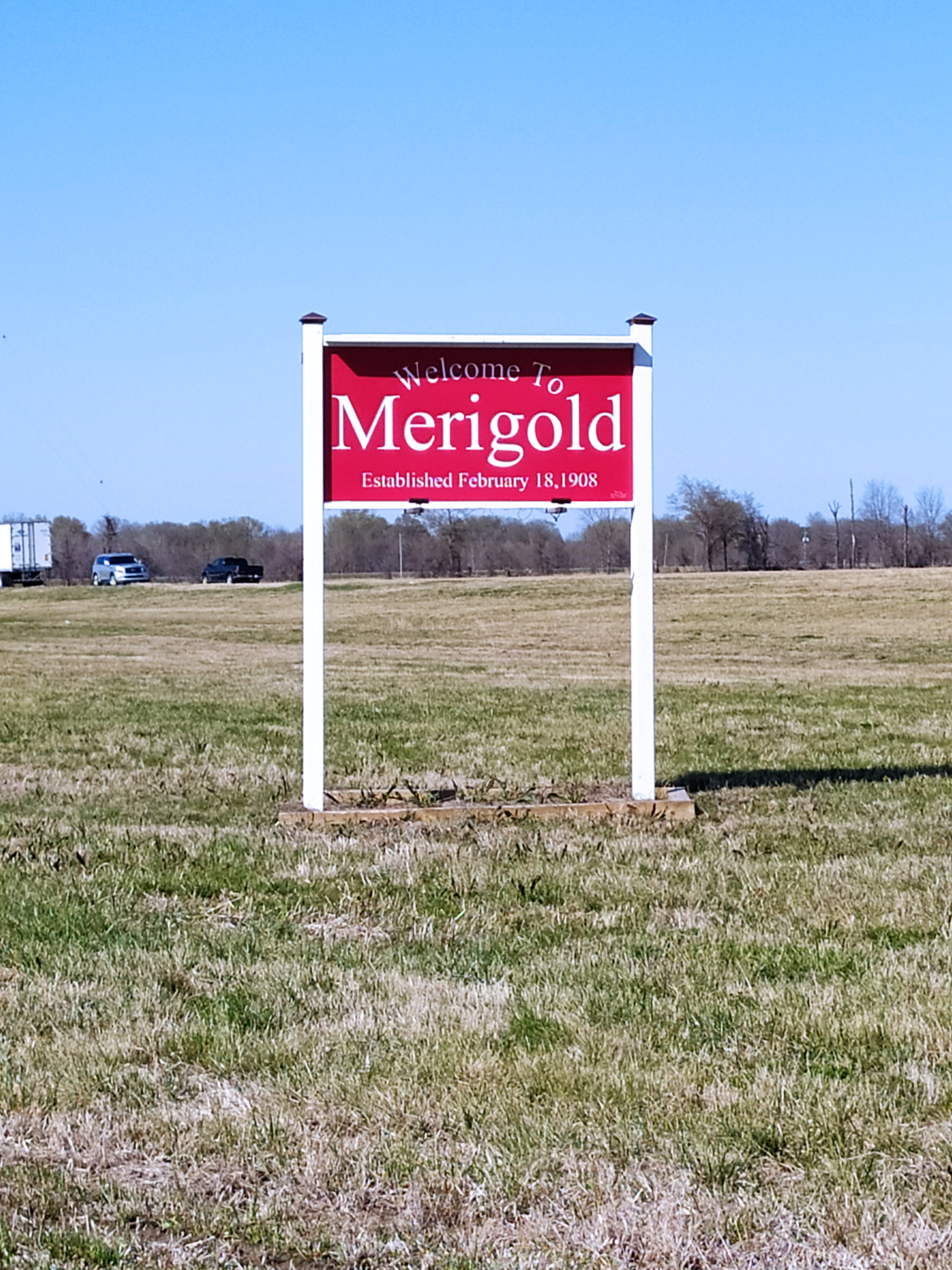
Signe de bienvenue de Merigold

## Source
- (en) Cet article est partiellement ou en totalité issu de l’article de Wikipédia en anglais intitulé « Merigold, Mississippi » (voir la liste des auteurs).